# Funcionários (Timóteo)
Funcionários é um bairro do município brasileiro de Timóteo, no interior do estado de Minas Gerais. Localiza-se no distrito-sede, estando situado na Regional Norte. Segundo o censo demográfico de 2022, realizado pelo Instituto Brasileiro de Geografia e Estatística (IBGE), sua população era de 1 387 habitantes e havia 556 domicílios particulares permanentes ocupados.
De acordo com o IBGE, em 2010 a população era de 994 habitantes e havia 425 domicílios particulares.
Apesar de ter se originado como núcleo residencial, possui um relevante movimento comercial, destacando-se também como marcos e atrativos algumas de suas praças e a Escola Estadual Getúlio Vargas, que foi inaugurada em 1948 e é tombada como patrimônio cultural municipal. A Praça Olímpica é recorrentemente utilizada pelos moradores para lazer e eventos. Neste bairro também fica localizado o Fórum Doutor Geraldo Perlingeiro de Abreu, da Comarca de Timóteo.

## História

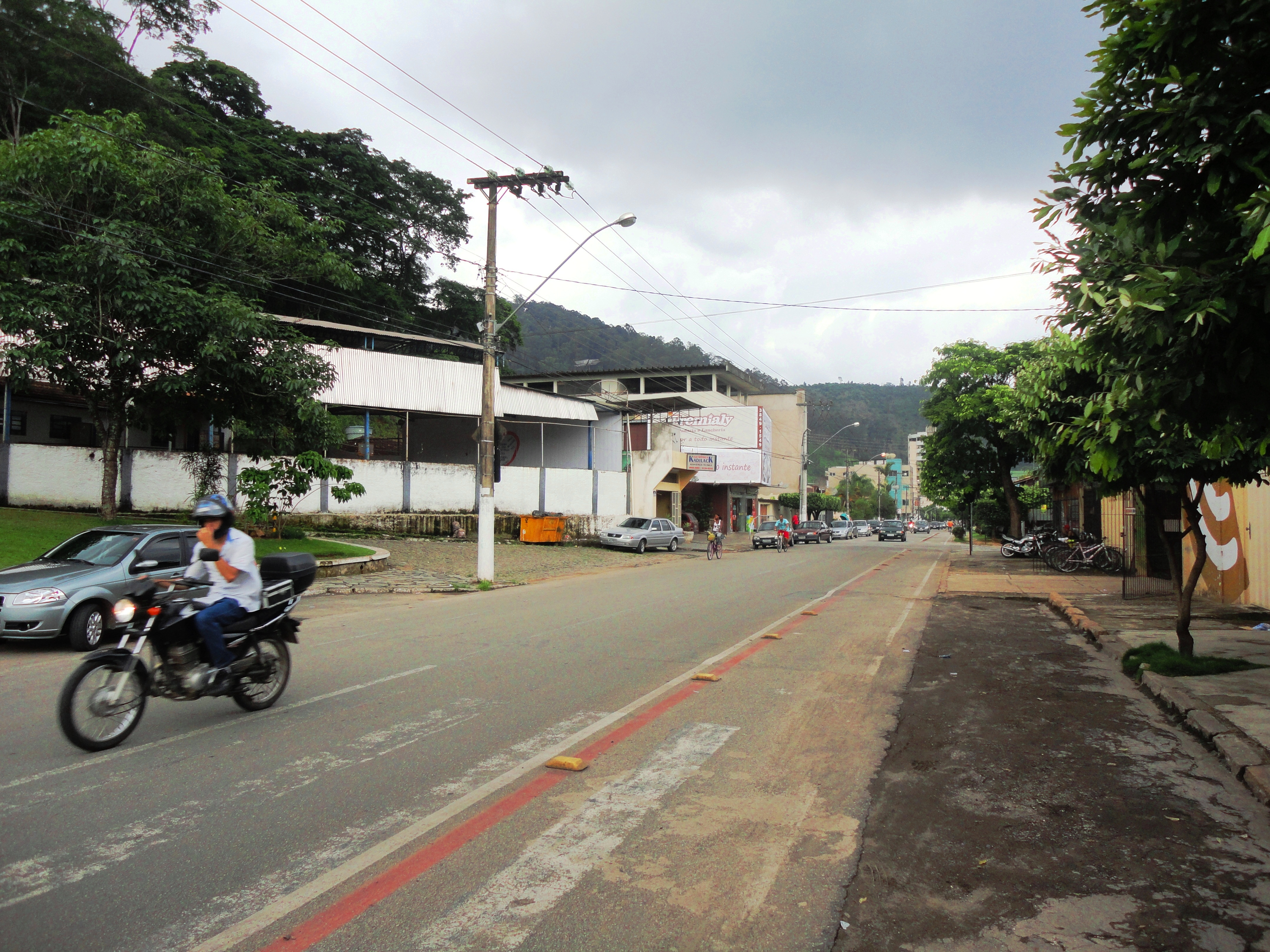
Avenida JK, uma das principais vias do bairro, com movimento comercial considerável.

O surgimento do bairro está relacionado à construção da antiga vila operária da Acesita (atual Aperam South America), para atender aos trabalhadores da empresa, instalada em Timóteo na década de 1940. O projeto urbanístico do Funcionários, concebido pelo engenheiro Romeu Duffles Teixeira, foi entregue em 1953. Foi o único bairro planejado cujo traçado foi executado integralmente conforme o projeto.
Os bairros reproduziam a hierarquia dos empregados; o bairro dos Funcionários foi destinado, originalmente, aos médicos, engenheiros e funcionários com cargo de chefia, construído mais próximo da usina e com habitações de padrão relativamente melhor. As casas eram simples, porém distribuídas em terrenos grandes e cercadas de jardins, enquanto que as ruas eram alargadas e com calçadas gramadas.
Com o passar do tempo, a ausência de áreas para expansão urbana no município e a proximidade com o Centro-Norte de Timóteo e da usina também favoreceram o adensamento urbano do bairro, com o surgimento de prédios comerciais e residenciais. Contudo, a organização das quadras e o traçado das vias se mantiveram. Apesar de ter sido planejado como um núcleo residencial, tornou-se uma das principais artérias de expansão do comércio do Centro-Norte da cidade. Essa área também é chamada de Centro de Acesita, por causa da influência da empresa, sendo o centro comercial mais importante do município.